# Tom King (politicus)
Thomas Jeremy (Tom) King, Baron King van Bridgwater (Rugby, Engeland, 13 juni 1933) is een Brits politicus van de Conservative Party.
King was tussen 1974 en 1992 bewindspersoon in de kabinetten-Heath (1974), Thatcher (1979–1990) en Major (1990–1992). Hij was staatssecretaris voor Binnenlandse Zaken in 1974, onderminister voor Lokale Overheid van 1979 tot 1983, minister van Milieu en minister van Transport in 1983, minister van Arbeid van 1983 tot 1985, minister voor Noord-Ierland van 1985 tot 1989 en minister van Defensie van 1989 tot 1992.
King studeerde aan de Universiteit van Cambridge en werkte als militair voor de British Army en diende als Luitenant waarbij hij de King's African Rifles Distinguished Conduct Medal behaalde. Tijdens zijn ambtstermijn als minister voor Noord-Ierland was King het doelwit van een verijdelde aanslag door de IRA in 1988.
Op 13 april 1992 werd hij benoemd in de Orde van de Eregezellen. Op 9 juli 2001 werd King benoemd als baron King van Bridgwater en werd lid van het Hogerhuis.
- Gemeinsame Normdatei: 1236584384
- International Standard Name Identifier: 0000 0000 4087 0538
- Library of Congress Control Number: no96067367
- Nationale Bibliotheek van Israël: 987007357209505171
- Virtual International Authority File: 36516185
- WorldCat: E39PBJxxd7Hjxrmx9HgWMMYdcP